# Como hacerse millonario antes de que muera la abuela
Cómo hacerse millonario antes de que muera la abuela (en tailandés: หลานม่า, Lahn Mah) es una película de comedia dramática tailandesa de 2024. Dirigida por Pat Boonnitipat en su debut como director, la cinta fue protagonizada por Putthipong Assaratanakul y Usha Seamkhum, ambos en sus primeros roles profesionales.

## Argumento
La anciana Mengju y sus hijos adultos, Sew, Kiang y Soei, celebran el Festival de Qingming con el hijo de Sew, M, quien abandonó la universidad y aspira a ser streamer de videojuegos. Ella le dice a su familia que quiere ser enterrada en un terreno enorme, que cuesta millones. Hospitalizada tras una caída, a Mengju le diagnostican cáncer colorrectal en etapa avanzada y se predice su muerte en un año; su familia decide ocultarle el diagnóstico. Tras la muerte del adinerado abuelo paterno de M, la mayor parte de su patrimonio queda en manos de su cuidadora principal, Mui, prima de M, quien también se lucra con su cuenta de OnlyFans. M se ofrece como voluntario para cuidar de Mengju, con la esperanza de heredar su patrimonio.
Antes de mudarse, M pone a la venta la casa de Mengju en el distrito de Talat Phlu. Al principio, le cuesta congraciarse con su abuela, pues la encuentra exigente y sin filtros, y cuestiona la moralidad de su decisión, pero Mui lo convence de continuar. M le cuenta a Mengju su diagnóstico, y ella comienza a mostrarse más receptiva a sus cuidados. M también asume el trabajo de Mengju como vendedora ambulante de arroz congee. Durante una reunión familiar semanal, Mengju revela que M le informó sobre su cáncer. De repente, todos los hijos de Mengju sugieren métodos para ayudarla a cuidarla, lo que despierta las sospechas de M sobre sus motivos; por lo tanto, M redobla sus esfuerzos como su principal cuidador.
Kiang, un adinerado corredor de bolsa, organiza que Mengju viva con él y su familia, ofreciéndole pagar a M para que la cuide, pero él rechaza el dinero. Mengju también se niega a mudarse con Kiang, y ella estrecha su relación con M. Más tarde, descubre que Soei robó 200.000 ฿ escondidos en su cocina para cubrir una deuda de juego de un millón de ฿. Tras confrontar a Soei, M le entrega un cinturón de plata pura que heredó de su abuelo paterno para ayudarlo a pagar la deuda. M miente sobre su encuentro con Soei, diciéndole a Mengju que Soei está "fuera de la ciudad por trabajo". Un día, Mengju se encuentra con un demandante de la venta de su casa que M hizo, a quien rechaza.
Mengju lleva a M a conocer a su hermano, quien heredó millones tras el fallecimiento de sus padres, y le pide dinero para comprar el terreno. Su hermano se niega y se revela que Mengju cuidó de sus padres hasta su muerte. Ella le dice a M que quiere un terreno grande para el entierro, con la esperanza de que reúna a su familia al visitar su tumba. Después de que sus médicos le digan a M que continuar con el tratamiento sería inútil, él le miente diciéndole que, en cambio, recibirá tratamiento "basado en sus síntomas". Kiang le pide a Sew la escritura de la casa de Mengju, pero ella se la da a Soei, por deseo de Mengju. M reacciona con enojo y regresa a casa.
M se entera de que Sew, a diferencia de él y sus hermanos, no quería nada a cambio de cuidar de Mengju. Mui le ofrece a M la mitad de la herencia que esperaba si ayuda a cuidar de su tía moribunda, pero él se niega. Soei vende la casa de Mengju, cubriendo todas sus deudas, y la traslada a una residencia de ancianos. Intenta pagarle a M, quien se niega. M traslada a Mengju a su casa. También insulta a Soei y Kiang por su egoísmo. Tras la muerte de Mengju, M recibe una llamada de un banco, diciéndole que Mengju había guardado dinero a su nombre desde niño, después de que él dijera que quería "comprarle una casa nueva". M vacía la cuenta y usa el dinero para comprar un gran terreno para su entierro, al que asisten todos.

## Elenco
- Putthipong "Billkin" Assaratanakul como M
- Usha "Taew" Seamkhum como Mengju Saejiu
- Sarinrat "Jear" Thomas como Sew
- Sanya "Duu" Kunakorn como Kiang
- Pongsatorn "Phuak" Jongwilas como Soei
- Tontawan "Tu" Tantivejakul como Mui
- Duangporn Oapirat como Pinn
- Himawari Tajiri como Rainbow